# Augusta (Wisconsin)
Augusta es una ciudad ubicada en el condado de Eau Claire en el estado estadounidense de Wisconsin. En el Censo de 2010 tenía una población de 1.550 habitantes y una densidad poblacional de 273,89 personas por km².

## Geografía
Augusta se encuentra ubicada en las coordenadas 44°40′43″N 91°7′14″O / 44.67861, -91.12056. Según la Oficina del Censo de los Estados Unidos, Augusta tiene una superficie total de 5.66 km², de la cual 5.66 km² corresponden a tierra firme y (0%) 0 km² es agua.

## Demografía
Según el censo de 2010, había 1.550 personas residiendo en Augusta. La densidad de población era de 273,89 hab./km². De los 1.550 habitantes, Augusta estaba compuesto por el 97.68% blancos, el 0.26% eran afroamericanos, el 0.39% eran amerindios, el 0% eran asiáticos, el 0% eran isleños del Pacífico, el 0.19% eran de otras razas y el 1.48% pertenecían a dos o más razas. Del total de la población el 3.1% eran hispanos o latinos de cualquier raza.